# Cultura de Argelia
La cultura de Argelia es rica, variada y muy antigua. Cada región, cada ciudad y oasis es un espacio cultural en particular. La Cabilia, los Aurés, la región de Argel, la meseta, el Valle de M'Zab, la Gourara, el Hoggar, la Saoura son algunas de las regiones con particularidades culturales y lingüísticas. Además, tiene una gran influencia francesa, bastante mayor que en Marruecos y Túnez.
Las manifestaciones culturales más antiguas que se han conservado se remontan unos 8000 años, y son muestras de arte rupestre en Tassili n'Ajjer. Además se encuentran los hermosos edificios erigidos a lo largo de la historia de este país, llegando a las artesanías que siguen teniendo mucha vigencia y riqueza. El arte de Argelia refleja los diversos capítulos de su historia y las diferentes influencias que ha tenido.

## Idiomas

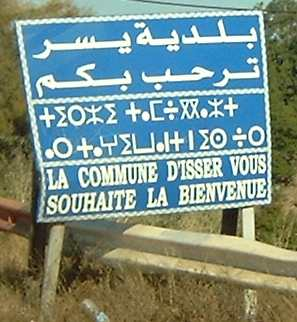
Pancarta de bienvenida multilingüe de la ciudad del Isser (Boumerdes) en árabe, bereber (tifinagh), y francés.

El árabe clásico es la lengua oficial del país, y desde abril de 2002 el tamazight, o bereber, también es lengua nacional. En la vida diaria, los argelinos hablan un « árabe dialectal », o darija, bastante diferenciado del árabe clásico en cuanto a vocabulario, siendo bastante similar en sintaxis y gramática. La darija ha conservado numerosas palabras y estructuras bereberes y tiene algunos préstamos del francés. El tamazight se expresa asimismo en diferentes variantes regionales: el cabilio (taqbaylit) en Cabilia, el chenoui en las montañas de Chenoua y el chaoui en los Montes Aurés. Además también existen el touareg en el Sáhara, el tamzabit en el Valle de M'Zab y el tashelhit en la frontera con Marruecos.
Buena parte de la población argelina es bilingüe o trilingüe, hablando con fluidez tanto el árabe como el tamazight o el francés.
El francés, es hablado por el 70% de los argelinos como segunda lengua, especialmente presente en el sistema educativo, en los medios de comunicación y en los medios turístico, comercial y financiero.
El hassanía o hassaniyya, es el árabe dialectal hablado por los refugiados saharauis en los campos de refugiados de Tindouf. Estos hablan también español debido a su pasado colonial.

## Literatura

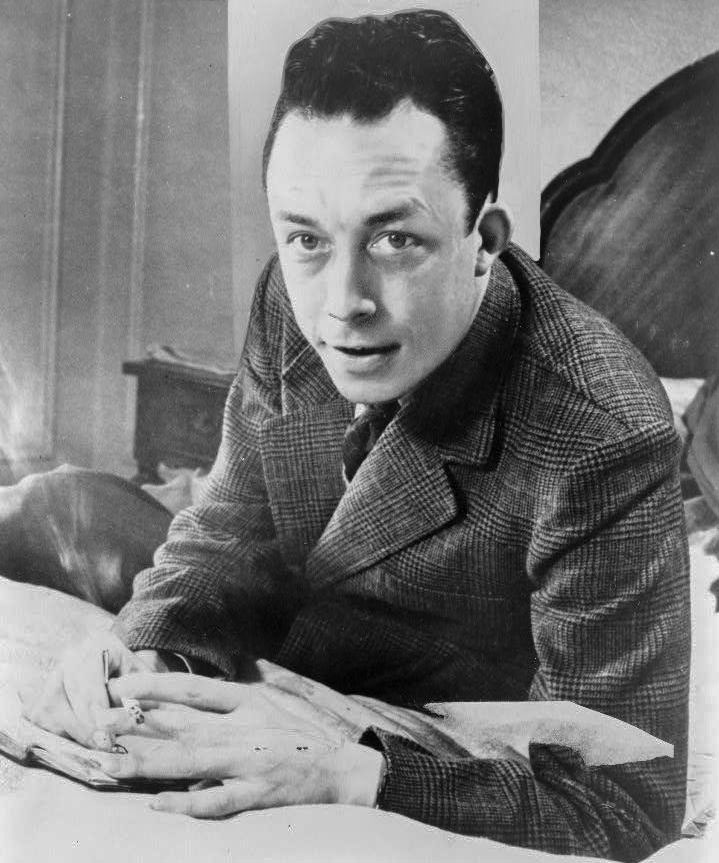
El escritor Albert Camus en 1957.

La literatura en Argelia ha recibido influencias de numerosas culturas, incluida la romana, árabe, francesa y española, como también de los pueblos originarios. Las lenguas dominantes en la literatura argelina son el francés y el árabe, aunque hay algo de producción escrita en bereber.
Algunos de los escritores argelinos más destacados son San Agustín, Kateb Yacine, Rachid Mimouni, Mouloud Mammeri, Mouloud Feraoun, Mohammed Dib, Assia Djebar, Boualem Sansal y Yasmina Khadra. Albert Camus, un francés de Argelia (o pied noir), es sin lugar a dudas el escritor más conocido en la historia de Argelia. Filósofo, novelista y escritor de obras de teatro, Camus ganó el Premio Nobel de Literatura en 1957. Aunque la mayoría de sus historias están ambientadas en Argelia y apoyó los derechos civiles de los argelinos autóctonos, se opuso a la independencia de Argelia, lo que dañó su reputación en su tierra natal.

## Gastronomía de Argelia

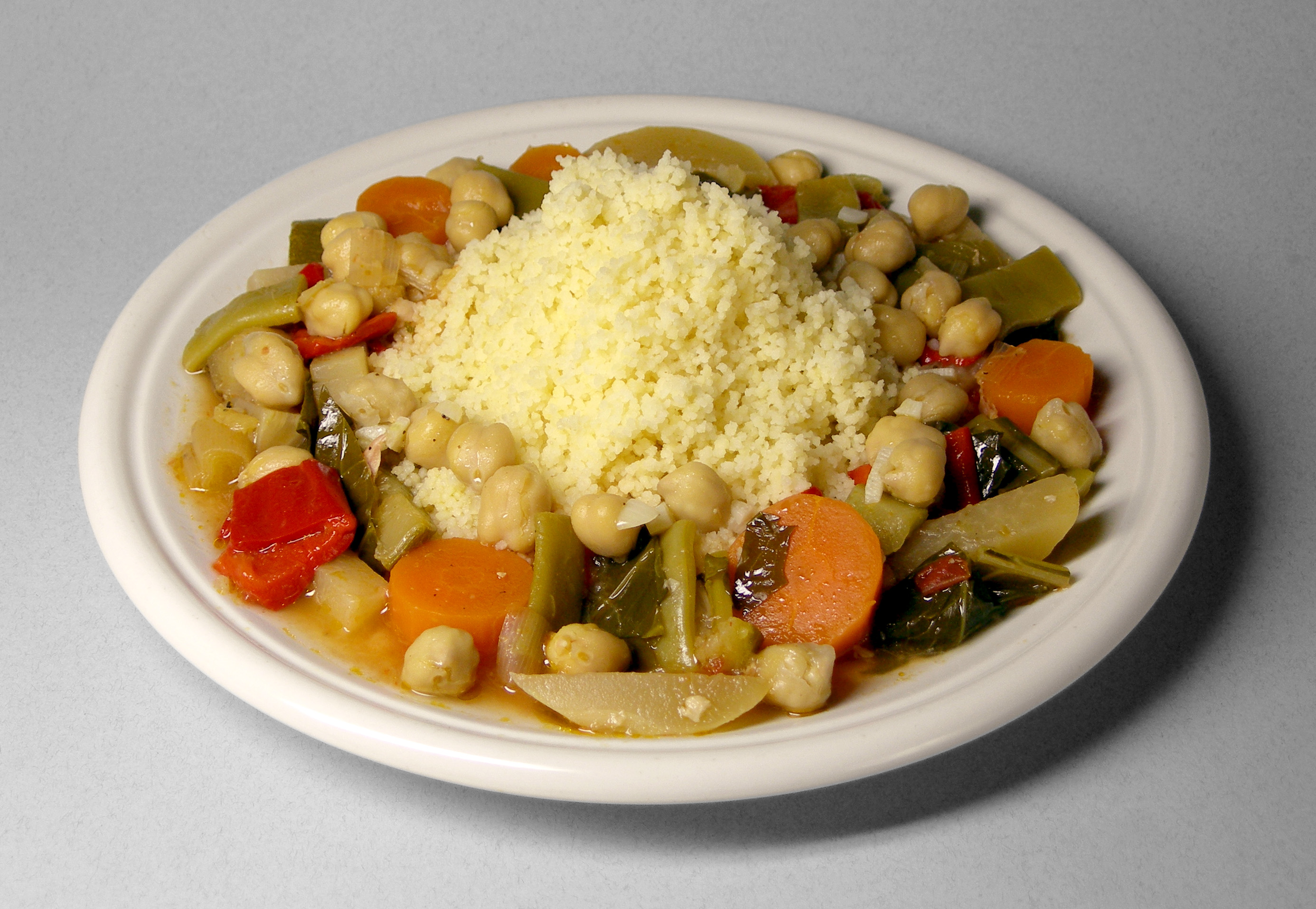
كسكس (couscous) con vegetales y garbanzos, la comida nacional de Argelia.

La gastronomía de Argelia se caracteriza por una gran diversidad de recetas. El cuscús es el plato nacional de Argelia. 
Otros platos tradicionales son
- "burek": un hojaldre relleno de carne, huevos fritos y cebolla picada.
- "dolma": elaborado con pimiento y tomate.
- "lham liahlou": guiso de cordero con ciruelas, canela y agua de azahar.